# Gustave Rives
Pour les articles homonymes, voir Rives.
Gustave Rives, né le 16 septembre 1858 et mort le 28 janvier 1926, est l’un des grands architectes français de la fin du XIXe et du début du XXe siècle. Nommé architecte en chef des bâtiments civils de la ville de Paris et des Palais nationaux, il est surtout créateur d'immeubles de rapport et de bâtiments commerciaux et publics dont le style est qualifié, à cette époque, d'« éclecticisme opulent ». Gustave Rives est à l'origine des premiers Salons de l'automobile et des Salons aéronautiques organisés avant la Première Guerre mondiale.

## Biographie
Gustave Bernard Auguste Rives est né à Saint-Palais (Pyrénées-Atlantiques) le 16 septembre 1858. Il est le fils de Pierre Rives et de Victoire Etchart. En 1876, il part étudier à l'École des Beaux-Arts de Paris sous l'égide de Louis-Jules André et Eugène Train.  
Rives a élaboré les plans de plusieurs immeubles de rapport et de bâtiments commerciaux entre 1880 et 1890. Remarqué par le nouveau propriétaire du Palais de la Nouveauté à Montmartre (Paris), qui souhaitait s’attacher ses services pour développer ses établissements sous le nom de Grands Magasins Dufayel, il a agrandi et décoré le gigantesque espace commercial, ajoutant un dôme et un monumental escalier courbé, et, grâce à l'élargissement des espaces, permit à la clientèle de mieux contempler les produits proposés.

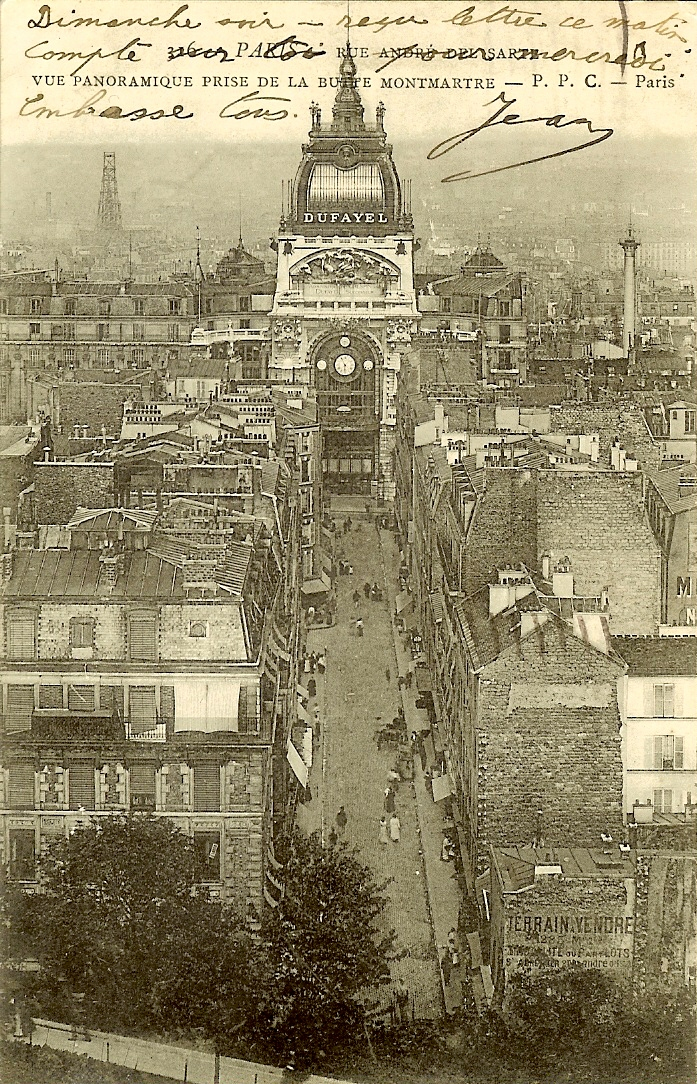
Les Grands Magasins Dufayel, 26, rue de Clignancourt, Paris.

Rives a aussi créé un hôtel particulier pour le propriétaire des magasins, Georges Dufayel, avec lequel il s’était pris d’amitié. Après la mort de  celui-ci, en 1916, cet hôtel, situé sur l'avenue des Champs-Élysées fut transformé en club de la presse pendant la Conférence de paix de Paris en 1919 (il fut rasé au cours des années 1920 pour créer un passage commercial). 
Georges Dufayel lui confia également la construction, dans le nouveau quartier du Nice-Havrais de Sainte-Adresse, en Normandie, limitrophe du Havre, d'un immeuble de rapport monumental, qui domine la baie de la Seine, et qui a abrité les membres du gouvernement belge en exil au cours de la Première Guerre mondiale. Un second immeuble, à destination commerciale et nommé l'Hôtellerie, a été le siège de ce gouvernement jusqu'à la fin des hostilités en novembre 1918 ; cet hôtel de grand standing a été rasé par décision des autorités militaires allemandes en 1942, lors de la Seconde Guerre mondiale.
Rives fut notamment l'architecte du Crédit Foncier d'Algérie, de la Société Foncière Lyonnaise, et de la Compagnie d'Assurances Générales. Il a dessiné plusieurs hôtels à Menton.
La ville de Paris a récompensé son œuvre en lui attribuant un prix au Concours des Façades en 1899, pour un immeuble sis 45, rue du Château-d'Eau dans le 10e arrondissement de Paris. Rives a également réalisé l'Hôtel Astoria aux Champs-Élysées en 1907. 
Entre 1901 et 1910, Rives fut directeur du Comité français des expositions et chargé à ce titre du Grand Palais à Paris. Il conçut et réalisa les décorations temporaires des manifestations qui se déroulèrent dans la grande nef du Grand Palais : concours hippiques, expositions de peinture, Foire de Paris, Salons de l'automobile ou de l'aéronautique.  
Rives a publié des rapports de référence sur les Salons. Il a parallèlement réaménagé l'intérieur de l'Automobile Club de France sur la place de la Concorde à Paris. 
Gustave Rives est promu commandeur de la Légion d'honneur en 1908. Il fut architecte en chef pour la ville de Paris et Directeur des Palais civils et nationaux.
En 1885, Rives a épousé Jeanne-Gabrielle de Lavaÿsse (1865–1942) dont il eut trois enfants : Edouard Roger Marcel (né en 1886), Jean Georges (1889-1964) et Germaine (née en 1892). 
En 1907, Rives fait l'acquisition du château de Jeufosse à Saint-Aubin-sur-Gaillon dans l'Eure, en Normandie. Il meurt à Paris le 28 janvier 1926, 14, rue de l'Université et repose à Jeufosse.

## Principales réalisations
Bâtiments existant encore en l’état
- Hôtel Alexandra, Menton (1885), aujourd'hui Résidence Alexandra
- 80, rue Charles-Laffitte, Neuilly-sur-Seine, 92000 (1888) : La loge du concierge située sur la rue commande un porche d'entrée relié par une marquise à l'immeuble en retrait, disposition inhabituelle
- 11 bis, rue Lauriston, 16e, Paris (1888)
- 178, rue Legendre, 17e, Paris (1888)
- 182, rue Legendre, 17e, Paris (1890)
- 39, rue Saint-Dominique, 7e, Paris (1890)
- 10, avenue d'Eylau, 16e, Paris (1890)
- 36, avenue d'Eylau, 16e, Paris (1890)
- 12 & 16, rue de Bourgogne, 7e, Paris (1891)
- 1, avenue de Versailles / rue Maurice Bourdet (1891)
- 4, rue de Trévise, 9e, Paris (1892)
- 8, rue de Chantilly, 9e, Paris (1893)
- Reconstruction partielle de l'hôtel du Belvédère à Meudon (1893) (abrite aujourd'hui des laboratoires du Centre national de la recherche scientifique – V. château de Bellevue).
- 2, rue de Trévise / 22, rue Bergère, 9e, Paris (1894)
- 18, rue Boissière, 16e, Paris (1894)
- 108-110, avenue Kléber, 16e, Paris (1894-95)
- 23 & 23 bis, avenue Niel, 17e, Paris (1894 et 1898)
- 64, rue La Fontaine, 16e, Paris (1895)
- 107, rue de la Pompe, 16e, Paris (1895)
- Grands Magasins Dufayel, 30, rue de Clignancourt, 18e, Paris : le bâtiment original d’Alfred Le Bègue et Stéphane Le Bègue fut agrandi en 1895 et 1900 par Gustave Rives. Le dôme a été détruit et le portail se trouve aujourd'hui à l'arrière d'un bâtiment occupé par la banque Paribas.
- 11 & 11bis, rue du Perche, 3e, Paris (1896)
- 129 & 131, boulevard du Montparnasse, 6e, Paris (1897)
- 1-1bis, rue de la Pompe, 16e, Paris (1897)
- 5, rue d'Edimbourg, 8e, Paris (1897)
- 16-16bis, rue de Lubeck / 2 rue Hamelin, 16e, Paris (1897)
- 20, rue Boissière, 16e, Paris (1897-98)
- 128, boulevard de Courcelles, 17e, Paris (1897-98)
- 11, rue Boissière, 16e, Paris (1898)
- 4, place Victor-Hugo, 16e, Paris (1898)
- 45, rue du Château-d’Eau, 10e, Paris (1898), qui lui permit d’obtenir le prix du Concours des Façades
- 7, rue Rembrandt, 8e, Paris, à l'angle de la rue de Lisbonne (1898-99) : édifié à l'emplacement de l'hôtel particulier d’Antoine-Gaëtan Guérinot
- 14, rue Pelouze (à l’angle de la rue de Constantinople), 8e, Paris (1899)
- Musée Grévin (salle de théâtre du ...), 9e, Paris (1888-1900)
- 1, rue Villaret-de-Joyeuse / 2, rue Brunel, 17e, Paris (1901)
- 2, rue Villaret-de-Joyeuse / 1, rue des Acacias, 17e, Paris (1902)
- 17, rue Rennequin / 27, rue Fourcroy, 17e, Paris (1903)
- 13, avenue Raymond-Poincaré, 16e, Paris (1905)
- 43, rue des Petits-Champs, 1er, Paris (1911)
- Immeuble Dufayel, Sainte-Adresse (1911)
- L’Automobile Club de France, 6, place de la Concorde, 8e, Paris (1912) : dont Rives a réalisé les espaces intérieurs
- 36, rue Damrémont, 18e, Paris (1907)
- 4, rue d’Iéna / 16, rue Fresnel, 16e, Paris (1912) – une nouvelle façade pour le comte de Cambacérès (le bâtiment est actuellement occupé par l’ambassade d’Iran)
- 42, avenue de la Grande-Armée (1920)

Bâtiments détruits ou partiellement démolis
- Archives du Crédit lyonnais, rue de la Glacière, 13e, Paris (1890 ; démoli en 1970)
- Maison de Gabriel Thomas, 2, rue des Capucins, Meudon, Hauts-de-Seine (1890 ; démolie en 1988 pour laisser place au Parc Gilbert Gauer) : Cette maison était ornée de peintures de Maurice Denis et de sculptures d'Antoine Bourdelle et abritait l'importante collection d'œuvres d'art de Gabriel Thomas.
- 80 avenue des Champs-Élysées, Hôtel particulier pour Georges Dufayel (1894 ; démoli au cours des années 1920)
- Hôtel Astoria, 133, avenue des Champs-Élysées (1907 ; détruit par un incendie en 1972 après sa transformation en drugstore)
- Casino du Havre, dit Casino Marie-Christine, avec salles de jeu, salle de spectacles de plus de 900 places, hall et escalier monumental (1910 ; détruit en 1960)
- Hôtel de voyageurs, “l'Hôtellerie,” Sainte-Adresse (1913 ; détruit en 1942)

Statues et monuments
- Statue d’Édouard Pailleron, parc Monceau (1906), en collaboration avec le sculpteur Léopold Bernstamm
- Monument en hommage à Émile Levassor, Porte Maillot (1907), sculptures de Camille Lefèvre, d’après un dessin de Jules Dalou
- Monument en hommage à Pierre Waldeck-Rousseau, jardin des Tuileries, Paris (1909), sculptures de Laurent Honoré Marqueste

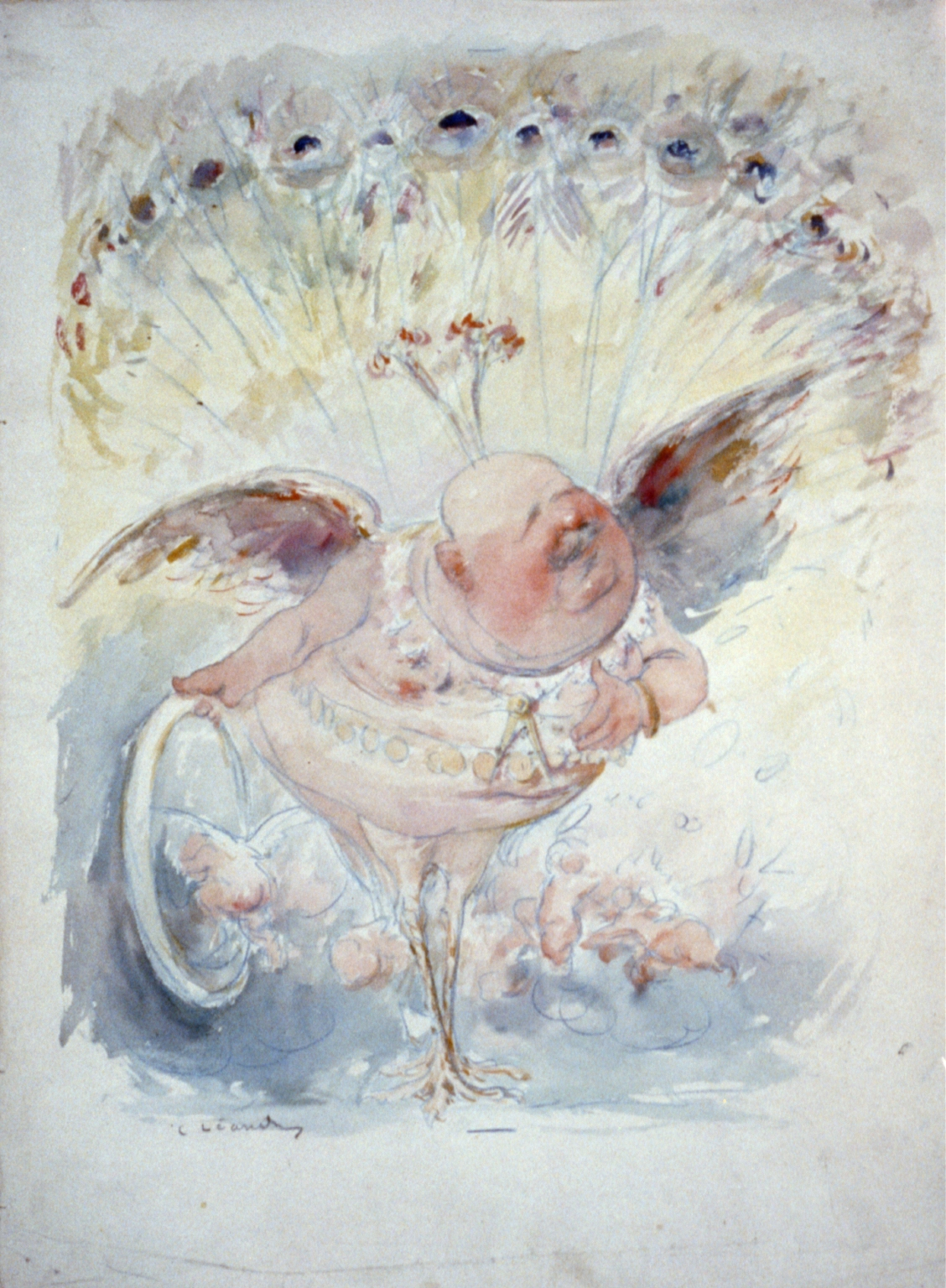
Portrait charge par Charles Léandre paru dans Le Rire en 1906 : « M. Gustave Rives, grand organisateur du salon de l'automobile ».

## Publications
- « Hotel Bedrooms from the Sanitary Point of View », Journal of the Sanitary Institute, c1900
- Exposition décennale de l'automobile, du cycle, et des sports, 1908
- Congrès international des applications du moteur à mélange tonnant et du Moteur à Combustion Interne aux Marines de Guerre, de Commerce, de Pêche et de Plaisance, 1908
- Rapport sur le premier salon de l'aéronautique, 1908 (Lire en ligne)